# Uhlenhorster HC
Der Uhlenhorster Hockey-Club (UHC Hamburg) ist ein Sportverein aus Hamburg. Er wurde im März 1901 von 22 Hamburger Tennisspielern gegründet. Der Verein hat ca. 1.800 Mitglieder in den Sportarten Tennis und Hockey. Er besitzt 18 Freiluft- und 6 Hallentennisplätze, 1 Freiluft Padelplatz; Hockey wird auf einem Naturrasen und zwei Kunstrasenplätzen sowie im Winter in einer vereinseigenen Hockeyhalle gespielt. Die Clubanlage liegt seit 1923 in Hummelsbüttel direkt an der Oberalster.

## Hockey

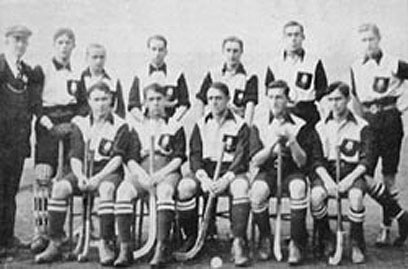
Die deutsche Mannschaft bei den Olympischen Spielen 1908 stellte der Uhlenhorster HC

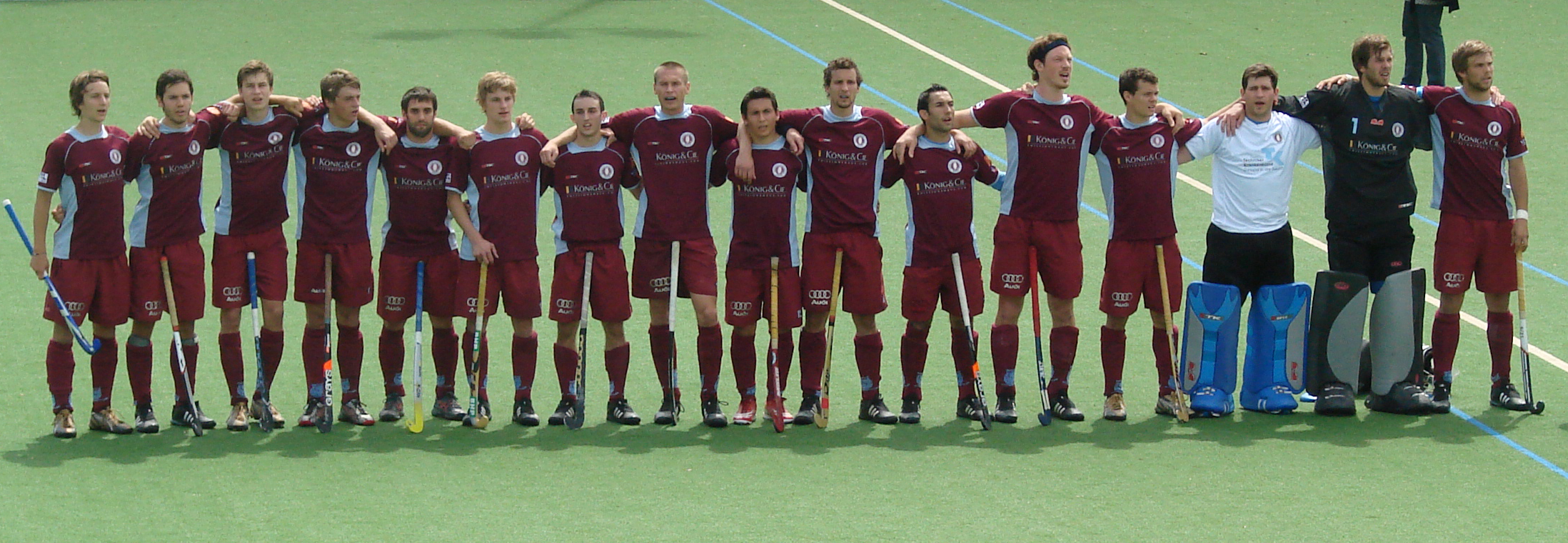
Das Herrenteam beim Finale der deutschen Meisterschaft 2009

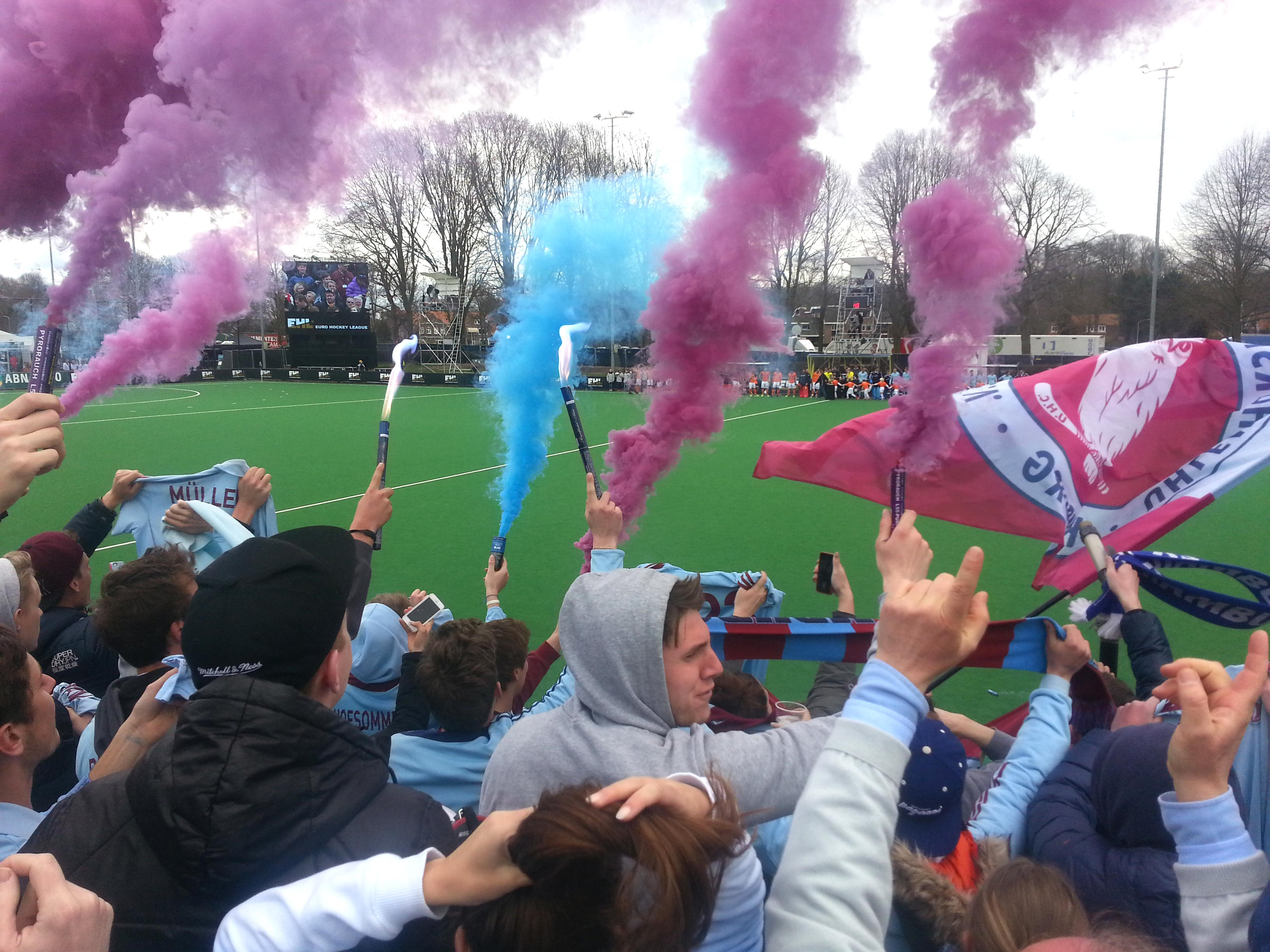
Fans beim Finale der EHL 2015

Am 5. Mai 1901 trug die Mannschaft des Uhlenhorster Hockey-Clubs ihr erstes Spiel aus. Gegner war der 1898 gegründete „Hamburger Hockey-Club“. Das Spiel wurde auf dem Sportplatz des „Neuen Hamburger Sport-Clubs“ in Barmbek ausgetragen und endet mit einem Sieg für den Uhlenhorster Hockey-Club. Am 29. Dezember 1901 wurde die Mannschaft des „Berliner Hockey- und Rad-Polo-Club“, die zu der Zeit als beste galt, mit 2:1 besiegt.
Die Uhlenhorster Vereinsmannschaft stellte bei den Olympischen Spielen 1908 in London die Hockey-Olympiamannschaft Deutschlands. Am 29. Oktober wurde das Spiel gegen die schottische Nationalmannschaft mit 0:4 verloren, am darauffolgenden Tag wurde die französische Mannschaft mit 1:0 besiegt.
Die ersten Herren- und Damenmannschaften spielen in der höchsten deutschen Spielklasse auf dem Feld und in der Halle – der Herren- und Damen-Feldhockey-Bundesliga sowie der Herren- und Damen-Hallenhockey-Bundesliga. Insgesamt 25 Mannschaften, fünf Herren-, vier Damen-, 17 Senioren- und Freizeitmannschaften (ohne Punktspiele) umfasst die Erwachsenenabteilung. Die größten Erfolge erreichten die Herren mit dem Gewinn der deutschen Hallenhockeymeisterschaft 1964, 2002 und 2018. Die Damen wurden 1963, 2009, 2011, 2015, 2016 und 2017 deutscher Feldhockey-, sowie 2014 und 2017 deutscher Hallenhockeymeister. 2015 in Siauliai und 2018 in Madrid gewannen die Damen den Halleneuropacup.
2003 richtete der Club den Hallenhockey Europapokal der Landesmeister aus, bei der er das Finale gegen den polnischen Vertreter KS Pocztowiec Poznań mit 3:4 verlor. 2008 gewann der Verein die neu eingeführte Euro Hockey League, im Jahr 2009 unterlag der Verein im Finale gegen den HC Bloemendaal knapp 4:5, im Jahr 2010 konnte der UHC zum dritten Mal das Finale erreichen und sicherte sich durch ein 3:1 über den HC Rotterdam den zweiten Titel.
| Europapokalbilanz Herren Feld | Europapokalbilanz Herren Feld | Europapokalbilanz Herren Feld | Europapokalbilanz Herren Feld | Europapokalbilanz Herren Feld |
| ----------------------------- | ----------------------------- | ----------------------------- | ----------------------------- | ----------------------------- |
| Jahr                          | Wettbewerb                    | Niveau                        | Platz                         | Ort                           |
| 2005                          | Cup Winners Cup               | 1                             | 3                             | Lille                         |
| 2008                          | Euro Hockey League            | 1                             | 1                             | Rotterdam                     |
| 2009                          | Euro Hockey League            | 1                             | 2                             | Rotterdam                     |
| 2010                          | Euro Hockey League            | 1                             | 1                             | Amsterdam                     |
| 2011                          | Euro Hockey League            | 1                             | AF                            | Bloemendaal                   |
| 2012                          | Euro Hockey League            | 1                             | 1                             | Amsterdam                     |
| 2015                          | Euro Hockey League            | 1                             | 2                             | Bloemendaal                   |
| 2016                          | Euro Hockey League            | 1                             | AF                            | Amstelveen                    |
| 2017                          | Euro Hockey League            | 1                             | AF                            | Eindhoven                     |

Bekannt ist der Verein für seine große Anzahl von Freizeitmannschaften. Sie werden von Spätanfängern – meist Eltern von Jugendspielern – gegründet. Die Jugendabteilung ist mit rund 500 Kindern und Jugendlichen eine der größten in Deutschland.
Am 19. Dezember 2012 wurde den Hockey-Herren des UHC Hamburg der Ehrenpreis für hervorragende sportliche Erfolge 2012 im Hamburger Rathaus verliehen. Der UHC Hamburg gewann bereits mehrfach das „Das Grüne Band für vorbildliche Talentförderung im Verein“, zuletzt 2017.

### Hockey-Jugend
Der UHC Hamburg ist bekannt für seine sehr gute Jugendarbeit und hat eine der erfolgreichsten Jugendbereiche in Deutschland. Die Jugendarbeit des Uhlenhorster HC verstärkte sich in den letzten Jahren zunehmend und es wurden eine Vielzahl nationaler Meistertitel errungen. Sowohl im männlichen, als auch weiblichen Jugendbereich engagieren sich einige der erfolgreichsten hauptamtliche Trainer Deutschlands.
Einige Jugendteams gehören zu den besten Jugendjahrgängen in ganz Deutschland und zählen oft gleich mehrere Jugendnationalspieler in ihren Reihen. Aus der Jugend sind schon Spieler wie Moritz Fürste und Janne Müller-Wieland hervorgegangen.
Die Jugend B hat 2007 das Julian-Harnack-Turnier zu Ehren eines verstorbenen Mitglieds ins Leben gerufen. Bis heute werden hier jedes Jahr Spenden zu Gunsten des Kinderkrebs-Zentrums Hamburg gesammelt. Der Verein pflegt eine Schulkooperation mit dem Hamburger Carl-von-Ossietzky-Gymnasium.

## Tennis
Am 6. und 7. Juli 1901 veranstaltete der Uhlenhorster Hockey-Club sein erstes Tennisturnier auf den Plätzen des „Eisbahn- und Lawn-Tennis-Verein auf der Uhlenhorst eV.“
Neben den Leistungsmannschaften der 1. Damen und 1. Herren, die seit vielen Jahren zu den führenden ihrer Klasse in Hamburg und Norddeutschland zählen, sind fast 20 Mannschaften für die Medenspiele gemeldet.
Die Herren 30 Mannschaft des Uhlenhorster HC spielt ab 2015 in der Tennis-Bundesliga (Herren 30).
Zu den bekanntesten und erfolgreichsten Clubmitgliedern im Tennis gehören die Brüder Mischa und Alexander Zverev.

## Padel
Neu seit 2024 im UHC: ein Ganzjahres-Padelplatz mit Flutlicht, auch mit Trainingsangeboten 

## Eishockey und Bandy
Der Uhlenhorster HC spielte als erster Verein in Hamburg auch Eishockey. Gespielt wurde nach Landhockey-Regeln auf einer größeren Fläche mit acht Spielern – das Spiel ähnelte also eher dem heutigen Bandy als dem heutigen Eishockey nach kanadischen Regeln. Mangels lokaler Gegner spielte man im Dezember 1902 gegen den Bremer Hockey-Klub in Bremen. Das Spiel wurde 4:3 gewonnen. Andere Gegner waren Mannschaften aus Berlin.